# 速水流
速水流（はやみりゅう）は、速水宗達に始まる茶道の流派。家元は滌源居（てきげんきょ）と称して京都市北区にある。同門組織として滌源会がある。

## 特徴
裏千家から分かれた流派であるものの、聖護院門跡との密接な関わりにより公家文化を基調とした流儀となっている。わかりやすいところでは十二単の色目を参考にした斜め二色の袱紗を使用することがあげられ、また畳紙（たとう）と浅香の懸盤を参考にした小掛台とを使った貴人点前も公家文化をよく反映したものである。その他、三千家で江戸中期に制定された七事式は三式を追加して肄業式（いぎょうしき）となっており、さらに特殊な点前として茶杓を使わない脱杓点法がある。

## 歴史
速水宗達は、代々御典医を務めて速水彦達と呼ばれた家に生まれたが、古義堂に学んで漢学や国学に深く通じた学者となった。茶道は裏千家8代又玄斎一燈宗室の門に学び、早くから奥義をきわめ学究肌の茶風であった。速水家が医者として名家であったこと、宗達の学者としての高い見識と茶の湯に対する学究的態度が評価されたこともあり、一燈の門人では随一の人とされる。光格天皇の弟である聖護院宮盈仁親王の茶道指南を務め、次第に御所風の流儀に改めるようになった。備前岡山藩池田家や大和郡山藩柳沢家の茶道指南を務めたことでも知られる。
速水流の起源については、一燈宗室が岡山藩池田家から出仕の要請を受けた際に、分派を許した上で代理に宗達を遣わしたという説がある。一燈在世中の岡山藩主は文化人としても知られる5代池田治政だが、岡山藩池田家が文治主義になるのは治政隠居後とされており、このときすでに一燈は世を去っているため整合しない。一方で一燈亡き後に聖護院宮盈仁親王のお声掛かりで別派を許されたとする説もある。これらは早くても天保期、おそらく文久以降に成立した伝承だろうと考えられる。
宗達は流派に拠らない学術的な茶道の教授体系を考案しようとしたらしく、莫大な量の草稿を残している。その一部は宗達の死後、2代宗曄によって整理されて『茶旨略』『喫茶指掌篇』などとして、また3代宗筧により『茶則』として刊行されている。滌源居は流勢盛んであった3代宗筧のときに幕府の命により釜座出水から立ち退き、北野の現在地へ移った。6代宗仁は早稲田大学出身で宗教や哲学に通じた学者でもあり、全国日本学士会よりアカデミア賞を授与された。

## 歴代
| 代 | 名       | 号     | 生没年月日            | 備考        |
| -- | -------- | ------ | --------------------- | ----------- |
| 初 | 速水宗達 | 養寿院 | 1739年-1809年10月27日 |             |
| 二 | 速水宗曄 | 守拙   | 1771年-1825年11月4日  |             |
| 三 | 速水宗筧 | 守三軒 | 1813年-1876年10月14日 |             |
| 四 | 速水宗汲 | 貯雲斎 | 1840年-1924年5月10日  |             |
| 五 | 速水宗青 |        | 1887年-1945年7月22日  |             |
| 六 | 速水宗仁 |        | 1899年-1984年12月24日 | 4代宗汲の婿 |
| 七 | 速水宗樂 |        | 1941年12月3日-        | 当代        |